# Abella de la Conca
Abella de la Conca är en kommun i Spanien. Den ligger i provinsen Província de Lleida och regionen Katalonien, i den nordöstra delen av landet, 400 km öster om huvudstaden Madrid. Antalet invånare är 174. Arean är 78 kvadratkilometer. Abella de la Conca gränsar till Cabó, Coll de Nargó, Isona i Conca Dellà och Conca de Dalt.
Terrängen i Abella de la Conca är lite bergig.